# PR-831
A PR-831 é uma rodovia de acesso, pertencente ao governo do Paraná, que liga a BR-153/BR-476 à cidade de Paula Freitas, com extensão de 3,3 quilômetros, totalmente pavimentados.